# Rajasaari (ö i Kymmenedalen, Kotka-Fredrikshamn, lat 60,46, long 26,84)
Rajasaari är en ö i Finland. Den ligger i Finska viken och i kommunerna Kotka och Pyttis i landskapet Kymmenedalen, i den södra delen av landet. Ön ligger nära Kotka och omkring 110 kilometer öster om Helsingfors.
Öns area är 4,6 hektar och dess största längd är 380 meter i sydväst-nordöstlig riktning. I omgivningarna runt Rajasaari växer i huvudsak blandskog.